# San Felipe de Aconcagua
Tỉnh San Felipe de Aconcagua (tiếng Tây Ban Nha: Provincia de San Felipe de Aconcagua) là một tỉnh của Chile. Tỉnh có diện tích 2659.2 km2, dân số theo điều tra năm 2002 là 131911 người. Tỉnh lỵ đóng ở San Felipe. Tỉnh có 6 khu tự quản.